# 北海道道942号東鷹栖永山線
北海道道942号東鷹栖永山線（ほっかいどうどう942ごう ひがしたかすながやません）は、北海道旭川市内を結ぶ一般道道（北海道道）である。

## 概要

### 路線データ
- 起点：北海道旭川市東鷹栖1条3丁目（北海道道37号鷹栖東神楽線交点）
- 終点：北海道旭川市永山町16丁目（国道39号交点）
- 総延長：5.216 km[1][注釈 1]
- 実延長：1.760 km[1][注釈 1]
- 重用延長：3.456 km[1][注釈 1]

### 道路管理者
- 上川総合振興局 旭川建設管理部 事業課

## 歴史
- 1978年（昭和53年）5月6日 - 路線認定[2]。

## 路線状況

### 重複区間
- 国道40号（旭川市東鷹栖1条3丁目 - 旭川市東鷹栖二線）
- 北海道道761号北旭川停車場永山線（旭川市永山町16丁目 - 旭川市永山町16丁目）

### 道路施設

#### 主な橋梁
- 東永橋（319 m、石狩川、旭川市東鷹栖 - 旭川市永山町）

## 地理

### 通過する自治体
- 上川総合振興局
  - 旭川市

### 交差する道路
旭川市
- 北海道道37号鷹栖東神楽線 - 東鷹栖1条3丁目（起点）
- 国道40号 - 東鷹栖1条3丁目（起点）、東鷹栖二線（重複）
- 北海道道761号北旭川停車場永山線 - 永山町16丁目（終点）（重複）
- 国道39号 - 永山町16丁目（終点）